# Дворец на културата и спорта
Дворецът на културата и спорта, наричан още Спортна зала, е многофункционален комплекс, разположен в широкия център на Варна, до Приморския парк. Той е сред известните сгради в града, домакин е на културни събития, спортни мероприятия, изложения и конференции.
Неговото строителство трае 2 години – започва на 28 октомври 1966 година, а е открит на 16 септември 1968 г. 
Работният проект е възложен на Териториалната проектантска организация във Варна, изпълнен е от колектив с ръководител арх. Стефан Колчев, включващ също архитектите Димитър Стоянов, Жечко Чолаков, Виржиния Попова и инж. Петко Милев, Христо Колев, Дочо Дочев, Стефан Червенков, Никола Никифоров. Румен Райнов - бивш технически директор на Двореца на културата и спорта от 1989 година.
Дворецът разполага с възстановителен център, фитнес зала, пресцентър, търговски център и 6 многоцелеви зали.
Зала „Конгресна“ е зала за спортни, културни или конферентни събития. Височината ѝ е 13 метра, а в спортен вариант разполага с игрално поле 45 х 27 метра и 5116 седящи места. Оборудвана е с 4 електронни табла и озвучителна система. Има възможност трибуна да се преобразува в сцена с размери 25 х 13 м. Залата разполага с 6 спортни съблекални, 6 гримьорни, медицински кабинет, кабинет за допинг контрол, коментаторски и телевизионни кабини и др. В залата има и модерен пресцентър, оборудван с озвучителна система и интернет, който е подходящ за пресконференции, презентации и прояви от спортно-рекламен характер.
Комплекс „Младост“ е съставен от 5 самостоятелни зали, с възможност за избор между отделна зала или комбинация от няколко зали. Те са функционален и удобен избор за мероприятия от всякакво естество. Залите са преградени с шумоизолиращи електронно управляеми завеси, с възможност за обединяване при провеждане на международни спортни прояви, специализирани търговски изложения, панаири, концерти и др.
Дворецът на културата и спорта разполага и с фитнес зала, оборудвана с модерни тренировъчни уреди. В него има търговски център, заведения за хранене и отдих, детски кът, както и автомивка.
Пълно копие на Спортна зала съществува в Африка – това е Националният театър на изкуствата в Лагос, Нигерия. Сградата е проектирана от същия архитект – Стефан Колчев.
В периода 2014 – 2015 г. зала „Конгресна“ е напълно реновирана.